# Liste der Könige von Pontos
Die Gegend von Pontos war im 5. und 4. Jh. v. Chr. eine Satrapie des Persischen Reichs. Nach der Unabhängigkeit von den Persern im Rahmen von Alexanders Feldzug wurde das Königreich Pontos an der Südküste des Schwarzes Meers gegründet.
Viele Daten, hauptsächlich die der frühen Zeit des Königreichs, sind nicht gesichert und geben daher nur einen groben Richtwert an.

## Könige von Pontos
- 281 v. Chr.−266 v. Chr. Mithridates I. Ktistes
- 266 v. Chr.−258 v. Chr. Ariobarzanes
- 256/250 v. Chr.−220 v. Chr. Mithridates II.
- 220 v. Chr.−185 v. Chr. Mithridates III.
- 185 v. Chr.−155 v. Chr. Pharnakes I.
- 155 v. Chr.−152/151 v. Chr. Mithridates IV.
- 152/151v. Chr.−120 v. Chr. Mithridates V.
- 120 v. Chr.−63 v. Chr. Mithridates VI.

## Könige des Vasallenstaats Pontos
- 47 v. Chr.−46 v. Chr. Mithridates VII.
- 39 v. Chr.−37 v. Chr. Dareios
- 37 v. Chr. Arsakes
- 37 v. Chr.−8 v. Chr. Polemon I.
- 8 v. Chr.−23 n. Chr. Pythodoris
- 22 n. Chr. oder 33 n. Chr.−38 n. Chr. Antonia Tryphaina
- 38 n. Chr.−64 n. Chr. Polemon II.